# آرشي وايز
آرشي وايز (بالإنجليزية: Archie Wise)‏ هو لاعب كرة قاعدة أمريكي، ولد في 31 يوليو 1912 في وكساهاتشي في الولايات المتحدة، وتوفي في 2 فبراير 1978 في دالاس في الولايات المتحدة.

## وصلات خارجية
- آرشي وايز على موقعبيزبول رفرنس.كوم (الدوري الرئيسي) (الإنجليزية)
- آرشي وايز على موقعبيزبول رفرنس.كوم (الدوري الثانوي) (الإنجليزية)